# Volo TransAsia Airways 235
Il volo TransAsia Airways 235 era un collegamento passeggeri della compagnia aerea TransAsia Airways tra Taipei e Kinmen, Taiwan. Il 4 febbraio 2015, il volo, operato da un ATR 72-600, precipitò con 58 persone a bordo subito dopo il decollo. L'aereo cadde nel fiume Keelung a Taipei dopo aver colpito un viadotto di Huandong Boulevard. A bordo c'erano 58 persone, di cui 43 morti e 15 sopravvissuti.
Due minuti dopo il decollo, i piloti hanno segnalato un guasto al motore. Dopo aver raggiunto un'altezza massima di 500 m (1.630 piedi), l'altro motore, ancora funzionante normalmente, è stato erroneamente spento. L'aereo ha perso quota, ha virato bruscamente a sinistra e ha investito un taxi che viaggiava verso ovest sul viadotto Huandong (causando altri due feriti), poi il viadotto stesso, prima di schiantarsi nel fiume sottostante.
Il volo 235 è stato il secondo incidente mortale che ha coinvolto un aereo ATR della TransAsia Airways in sette mesi; Il Volo 222 si era schiantato il 23 luglio 2014, uccidendo 48 dei 58 a bordo.

## L'aereo
Il velivolo coinvolto nell'incidente era un turboelica ATR 72-600, registrato B-22816 e numero di serie 1141. Aveva volato per la prima volta il 28 marzo 2014 ed era stato consegnato alla TransAsia Airways il 15 aprile di quello stesso anno.

## Passeggeri ed equipaggio
La lista dei passeggeri era composta da 49 adulti e 4 bambini. Trentuno passeggeri erano cinesi continentali; molti erano visitatori provenienti da Xiamen durante un tour di sei giorni a Taiwan. I restanti 22 passeggeri erano taiwanesi.
L'equipaggio di volo era composto da due piloti, entrambi classificati come capitani; il capitano era Liao Chien-tsung, 42 anni, con un totale di 4.914 ore di volo (di cui 250 ore sull'ATR 72) e il copilota era Liu Tze-chung, 45 anni, con un totale di 6.922 ore di volo, di cui 5.314 ore sull'ATR 72. Inoltre, sul sedile elastico della cabina di pilotaggio era seduto un osservatore, Hung Ping-chung, 63 anni, che aveva un totale di 16.121 ore di volo, di cui 6.482 sull'ATR 72. Due assistenti di volo lavoravano come equipaggio di cabina. Tutti i membri dell'equipaggio erano cittadini taiwanesi; il copilota aveva la doppia cittadinanza neozelandese-taiwanese.
| Nazionalità | Passeggeri | Equipaggio | Totale |
| ----------- | ---------- | ---------- | ------ |
| Taiwan      | 22         | 5          | 27     |
| Cina        | 31         | -          | 31     |
| Totale      | 53         | 5          | 58     |

## L'incidente
Il volo 235 è partito dall'aeroporto di Taipei Songshan alle 10:52 ora di Taiwan (02:52 UTC), per la sua destinazione all'aeroporto di Kinmen, con 53 passeggeri e cinque membri dell'equipaggio a bordo. Poco dopo il decollo, un guasto nell'unità autofeather del motore numero 2 ha causato l'autofeather del motore da parte del sistema di controllo automatico della potenza al decollo. L'equipaggio di volo ha diagnosticato erroneamente il problema e ha spento il motore numero 1 ancora funzionante. L'aereo raggiunse un'altitudine di 1.630 piedi (500 m) e poi iniziò a scendere fino a schiantarsi. L'ultima comunicazione del pilota al controllo del traffico aereo fu: "Mayday, mayday, motore spento". Alle 10:55, l'aereo si schiantò contro il Keelung. Fiume, al confine tra il distretto di Nangang di Taipei e il distretto di Xizhi di Nuova Taipei.
L'incidente è stato registrato dalle dashcam di diverse auto che viaggiavano verso ovest lungo il viadotto sopraelevato Huandong vicino al fiume. L'aereo, volando livellato, ha prima superato un condominio. Poi rotolò bruscamente, con un angolo di inclinazione di quasi 90°, con l'ala sinistra abbassata. Mentre l'aereo volava basso sul viadotto sopraelevato, la sua estremità dell'ala sinistra colpì la parte anteriore di un taxi Volkswagen Caddy che viaggiava verso ovest sul viadotto e la sezione esterna dell'ala fu strappata quando colpì il guardrail di cemento sul bordo del viadotto. L'aereo ha continuato il suo rollio e ha colpito l'acqua sottosopra, rompendosi in due pezzi principali. La collisione con il taxi e il viadotto è stata ripresa da una dashcam di un'auto che viaggiava a breve distanza dietro il taxi, e i detriti dell'ala dell'aereo e pezzi del guardrail del viadotto sono stati lanciati sulla superficie stradale. Due persone nel taxi riportano lievi ferite.
Al momento dell'incidente non si registravano fenomeni meteorologici avversi. Alle 11:00, la base nuvolosa a Songshan era di circa 1.500 piedi (460 m), la visibilità era illimitata e soffiava una leggera brezza da est a 10 nodi (19 km / h; 12 mph). La temperatura era di 16 °C (61 °F).

## Salvataggio e recupero

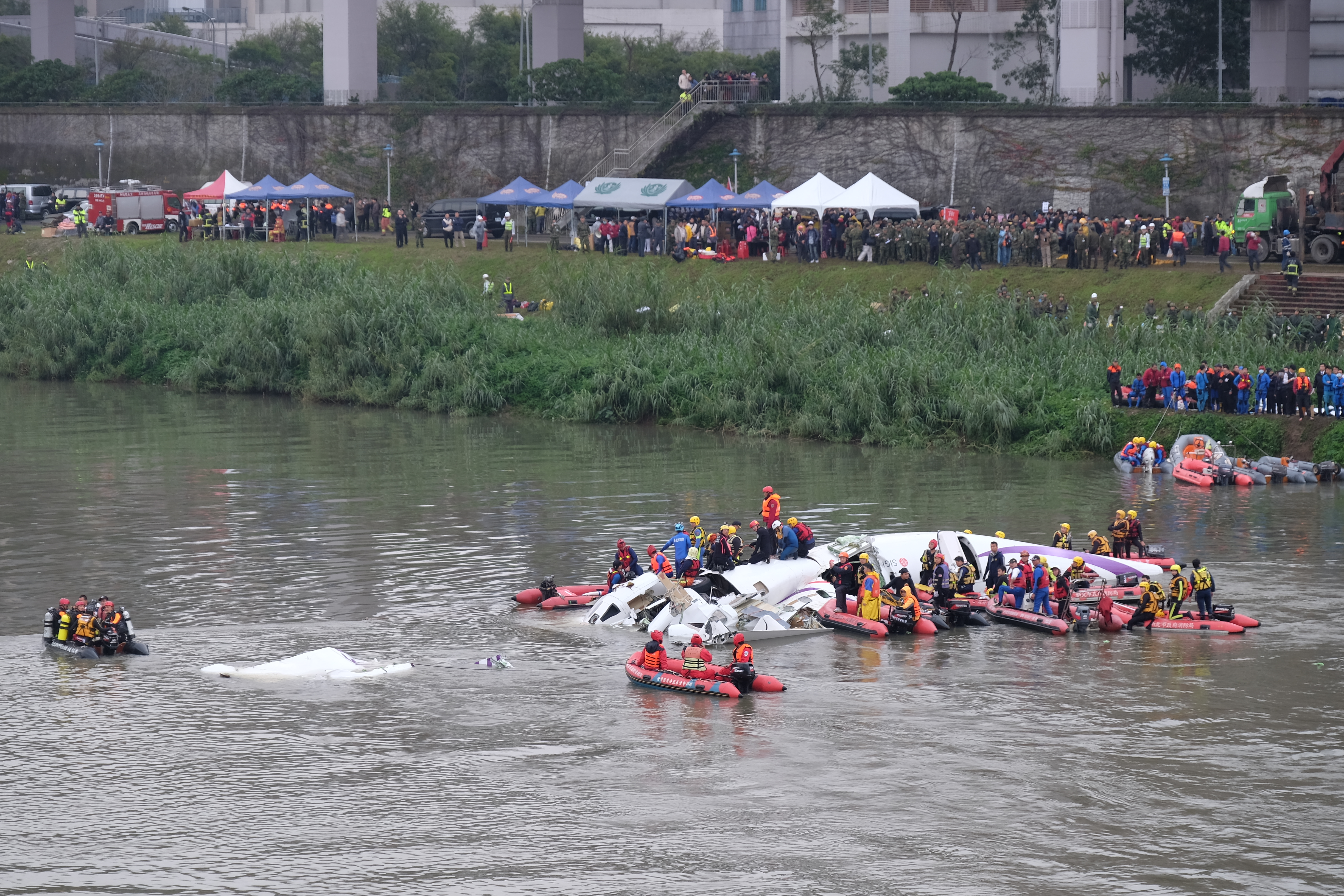
Le operazioni di savataggio

La polizia di Taipei e i vigili del fuoco hanno ricevuto dozzine di chiamate da testimoni oculari quasi subito dopo l'incidente. I vigili del fuoco di Taipei, i militari e i soccorritori volontari sono arrivati sul luogo dell'incidente in pochi minuti e hanno raggiunto i sopravvissuti in barca circa 35 minuti dopo l'incidente. Cominciarono a rimuovere i sopravvissuti dalla sezione posteriore della fusoliera semisommersa e li traghettarono a riva su gommoni. I sommozzatori sono stati costretti a tagliare le cinture di sicurezza dei passeggeri morti, situate principalmente nella sezione anteriore, per rimuovere i loro corpi. Quel lavoro è stato reso difficile dalla scarsa visibilità sott'acqua.
I registratori di volo dell'aereo furono recuperati poco dopo le 16:00 di quel giorno. Dopo le 20:00, le gru sono state utilizzate per sollevare a terra ampie sezioni della fusoliera.
Delle 58 persone a bordo del volo solo 15 sopravvissero. Uno dei due assistenti di volo, Huang Ching-ya, è sopravvissuto.

## Rapporti di stampa
Alcuni media hanno riportato affermazioni anonime secondo cui il pilota si sarebbe lamentato di "anomalie al motore" e avrebbe chiesto un'ispezione dell'aereo prima del decollo, ma la richiesta sarebbe stata respinta. Questa affermazione è stata smentita sia dalla TransAsia Airways che dalla Civil Aeronautics Administration, la prima delle quali ha rilasciato i registri di manutenzione di entrambi i propulsori, delle eliche e della cellula.

## Reazioni

### TransAsia Airways
In seguito all'incidente, TransAsia Airways ha cambiato il proprio sito web e il branding sui social media con immagini in scala di grigi, in lutto per la presunta morte dei passeggeri. Il 5 febbraio TransAsia ha ritirato il volo numero GE235, cambiandolo in GE2353.

### Taiwan
Il portavoce dell'Ufficio del Presidente della Repubblica Cinese ha riferito che il Presidente Ma Ying-jeou era molto preoccupato per l'incidente e aveva dato ordine all'Executive Yuan e alle autorità correlate di fornire la massima assistenza durante il salvataggio. Immediatamente dopo l'incidente, il presidente dello Yuan esecutivo, Mao Chi-kuo, ha contattato il Ministero dei trasporti e l'amministrazione dell'aeronautica civile per avviare un'indagine sull'incidente e il ministro della difesa nazionale per preparare i militari al salvataggio.

### Cina
Oltre la metà dei passeggeri a bordo dell'aereo erano cinesi. Il 5 febbraio 2015, Xi Jinping, segretario generale del Partito comunista cinese, ha rilasciato una dichiarazione in cui ordinava di ottenere informazioni accurate sull'aereo il più rapidamente possibile e di "fornire assistenza nel curare i feriti". Lo stesso giorno, il premier cinese Li Keqiang ha incaricato i dipartimenti competenti di ottenere informazioni accurate da Taipei il più rapidamente possibile.

## Le indagini
Le indagini vennero coordinate dalla Aviation Safety Council di Taiwan. Attraverso le immagini degli ultimi istanti del volo, registrate da una dash cam, era evidente che l'aereo era notevolmente inclinato sulla sinistra, ma, dall'analisi dei rottami, entrambi i motori non mostravano alcun guasto al momento dell'impatto. Tuttavia, l'elica del motore destro era "in bandiera" (cioè con le pale disposte in modo tale da ridurre l'attrito e mantenere le prestazioni dell'aeromobile anche con un solo motore attivo), una posizione di sicurezza che viene assunta automaticamente in caso di avaria al motore stesso. Le scatole nere vennero ritrovate la sera dell'incidente.
I dati del Flight Data Recorder rivelarono un'anomala variazione continua del valore della coppia motrice. Gli investigatori ipotizzarono quindi che il sensore posto sul motore destro avrebbe inviato dati errati al ricevitore (probabilmente a causa di una saldatura difettosa), facendo inclinare la pala in bandiera. Il motore sinistro era stato invece disattivato manualmente da uno dei piloti. Il velivolo, in assenza della spinta dei due motori, era così entrato in stallo per poi precipitare. Con l'analisi del Cockpit Voice Recorder (CVR) gli investigatori riuscirono a ricostruire la sequenza di eventi: dopo l'attivazione del master warning, preceduta dalla spia di avaria al motore destro, i piloti non avevano seguito la check list comparsa sullo schermo. Il comandante aveva disattivato il pilota automatico assumendo i comandi manuali e riducendo la potenza al motore sinistro. Quando si accorse dell'errore cercò di riavviare più volte il motore funzionante, ma ormai era troppo tardi: l'aereo in stallo era ormai incontrollabile e a poche decine di metri dal suolo.
Il rapporto finale sull'indagine condotta dal Taiwan Transportation Safety Board è stato pubblicato il 30 giugno 2016 ed ha rilevato che, in seguito alla messa in bandiera non comandata del motore numero 2 (motore destro), il pilota che pilotava l'aereo ha ridotto la potenza e successivamente ha spento il motore operativo numero 1 (motore sinistro). L'equipaggio di volo non ha eseguito la procedura di identificazione del guasto e non ha rispettato le procedure operative standard. Di conseguenza, il pilota che pilotava l'aereo rimase confuso riguardo all'identificazione e alla natura del malfunzionamento del sistema di propulsione. L'autofeather è stato causato da giunti di saldatura compromessi nell'unità autofeather. Durante le fasi iniziali della corsa di decollo, l'equipaggio di volo non ha interrotto il decollo quando il pulsante ARM del sistema di controllo automatico della potenza di decollo non si è acceso e TransAsia non aveva un chiaro requisito in tal senso. La perdita di potenza del motore durante la salita iniziale e input inappropriati di controllo del volo da parte del pilota in volo hanno generato avvisi di stallo e attivazione dello stick pusher a cui l'equipaggio non ha risposto in modo tempestivo ed efficace. La perdita di potenza di entrambi i motori non è stata rilevata e corretta in tempo dall'equipaggio e l'aereo è andato in stallo durante il tentativo di riavvio ad un'altitudine dalla quale non potevano riprendersi. Il coordinamento, la comunicazione e la gestione delle minacce e degli errori inefficaci dell'equipaggio di volo hanno compromesso la sicurezza del volo. L'equipaggio non è riuscito a ottenere l'uno dall'altro dati rilevanti riguardanti lo stato di entrambi i motori. Il pilota in volo non ha risposto adeguatamente agli input del monitoraggio del pilota.

## Conseguenze
L'Amministrazione dell'Aeronautica Civile ha annunciato che sottoporrà tutti i piloti ATR della TransAsia Airways a test di idoneità supplementari tra il 7 e il 10 febbraio, con conseguente cancellazione di oltre 100 voli TransAsia. Dieci piloti che non hanno superato il test orale con il motore spento e altri diciannove che non hanno partecipato sono stati sospesi per un mese, in attesa di un nuovo test. TransAsia ha successivamente retrocesso un pilota da capitano a primo ufficiale. Reuters ha riferito che il governo ha ordinato a tutte le compagnie aeree taiwanesi di "rivedere i propri protocolli di sicurezza". La CAA taiwanese ha annunciato che sta concentrando la sua attenzione sulla formazione e sulle operazioni di TransAsia e il ministero del lavoro del paese ha multato la compagnia aerea per violazioni del codice del lavoro per orari di lavoro eccessivi.
L'11 febbraio, TransAsia ha offerto 14,9 milioni di dollari taiwanesi (circa 475.000 dollari) a titolo di risarcimento alla famiglia di ciascuno dei morti. Questo importo comprende i soccorsi di emergenza e l'indennità funebre, per un totale di 1,4 milioni di dollari taiwanesi (44.300 dollari americani), già pagati a ciascuna famiglia. Non tutte le famiglie hanno accettato l'offerta.
Il taxi investito dall'aereo è stato trasportato e conservato nel Museo dei Taxi di Su'ao, nella contea di Yilan.
Prima di questo incidente, il Volo TransAsia Airways 222, che coinvolgeva un altro ATR 72-500, si schiantò durante l'avvicinamento a causa di un errore del pilota.
Questi due incidenti hanno indebolito notevolmente l'immagine della compagnia aerea. La compagnia aerea ha cessato le operazioni e ha chiuso a tempo indeterminato il 22 novembre 2016.

## Nella cultura di massa
La serie televisiva canadese Indagini ad alta quota (nota anche come Air Disasters and Air Emergency negli Stati Uniti e Air Crash Investigation nel Regno Unito e nel resto del mondo) ha ricostruito il volo 235 nell'episodio sette della stagione 17, intitolato "Le Uniche Tracce" , trasmesso per la prima volta il 19 settembre 2017 in Australia.